# Hugh Low
Sir Hugh Low GCMG (Upper Clapton, 10 de maio de 1824 - Alassio, 18 de abril de 1905) foi um administrador colonial e naturalista britânico.
Foi enviado a Bornéo por seu pai para recolher plantas e sementes para o viveiro  Hugh Low & co de Clapton (Inglaterra). Em Perak, Low estabeleceu uma administração britânica harmoniosa e inclusiva, envolvendo líderes malaios, chineses e britânicos. Embora os malaios não tivessem independência real, Low conseguiu criar uma administração eficiente, aproveitando a diversidade racial e cultural do estado.